# 眾議院 (約旦)
眾議院（阿拉伯语：‎）是約旦国民议会的下議院。它與參議院一起組成国民议会。

## 历史
1994年，约旦和以色列在阿拉伯谷正式签订和平条约。同年11月6日，约旦众议院批准条约，11月27日，两国政府正式宣布建交。1995年7月，约旦众议院正式成立“约中议会友好协会”。2001年1月14日，时任中华人民共和国副主席的胡锦涛访问安曼，并拜会约旦众议院议长阿卜杜勒·哈迪·马贾利和参议院议长扎伊德·里法伊。